# Raffaele Garofalo
Raffaele Garofalo, född 1852 i Neapel, död 1934, var en italiensk kriminalist.
Garofalo inträdde tidigt i domarkåren och gjorde sig alltmer känd genom uppsatser och större arbeten rörande den italienska kriminallagstiftningen och föreläsningar i sociologi. Senare var han president i appellationsdomstolen i Neapel. Garofalo räknas jämte Enrico Ferri och Cesare Lombroso som grundläggare av den så kallade italienska kriminalistskolan.

## Skrifter (urval)
- Criminologia (1885) översatt till franska, spanska och portugisiska
- Riparazione alle vittime del delitto (1887)
- La superstizione socialista (andra upplagan 1895)
- Riforma della procedura penale in Italia: progetto di un nuovo codice (i samarbete med Luigi Carelli, 1889)